# Michael Adams
 Ez a cikk a sakkjátszmák algebrai lejegyzését alkalmazza.
Michael Adams (Truro, Anglia, 1971. november 17. –) angol sakkozó, nemzetközi nagymester, világbajnoki döntős, többszörös világbajnokjelölt, négyszeres brit bajnok, háromszoros brit rapidsakk bajnok, többszörös sakkolimpikon.
Kitűnő eredményeket ért el a sakkvilágbajnokság versenyein. Háromszor is (1997-ben, 1999-ben és 2000-ben) bejutott a világbajnok kihívójának személyéről döntő világbajnokjelöltek versenyének elődöntőjébe. A 2004-es FIDE-sakkvilágbajnokságon ennél is jobban szerepelt: bejutott a döntőbe, ahol szoros mérkőzésen szenvedett vereséget Rusztam Kaszimdzsanovtól.
Felesége Tara MacGowran színésznő,  akivel 2007-ben házasodott össze, és Angliában a Somerset megyei Tauntonban élnek.

## Élete és sakkpályafutása

### Korai eredményei
Hatéves korában ismerkedett meg a sakkal. Tehetségét nyolcévesen, 1980-ban fedezték fel, amikor megnyerte Cornwall megye U10 korosztályos bajnokságát. A brit Sakkszövetség azonnal a legjobb edzőket biztosította számára. 1981-ben 9 évesen megnyerte Cornwall megye U9, U13, U15 és U18 korosztályos versenyeit. Ő a legfiatalabb, aki U18 korosztályos megyei versenyt nyert. 1982-ben 10 évesen megnyerte a brit U11 korosztályos bajnokságot, és holtversenyben első lett az U12 korosztályos versenyen. 1985-ben holtversenyben első helyezést ért el a brit U18 bajnokságon, majd 1987-ben és 1988-ban az U21 korosztály brit bajnoka lett. 1987-ben Nyugat-Anglia sakkbajnoka.
1987-ben ezüstérmet szerzett Innsbruckban az U16 korosztályos világbajnokságon, ugyanebben az évben a brit sakkbajnokságon teljesítve a normát egy hónappal a 16. születésnapja előtt ő lett abban az időben a világon a legfiatalabb nemzetközi mester. A nagymesteri címet két évvel később, 1989-ben szerezte meg.
1989-ben, 17 éves korában nyerte meg először a brit bajnokságot, amit nagyobb szünetek után 1997-ben majd 2010-ben ismételt meg, és 2011-ben is övé lett a bajnoki cím.

### Világbajnokjelölt
Az 1993-as FIDE-sakkvilágbajnoksági ciklusban indulhatott először a világbajnoki címért. Az 1990. májusban Blackpoolban rendezett zónaversenyről jutott tovább a manilai zónaközi versenyre, ott azonban csak a 25. helyet szerezte meg.
Első komolyabb eredménye az 1995-ös PCA sakkvilágbajnokság kvalifikációs versenyének megnyerése volt 1993-ban Groningenben. A világbajnokjelölti párosmérkőzések során a legjobb nyolc között az orosz Szergej Tyivjakov ellen győzött többszöri rájátszás után 7,5–6,5-re, és csak az elődöntőben kapott ki 5,5–1,5-ra a világbajnokjelöltek versenyét később megnyerő, és Garri Kaszparovval döntőt játszó indiai Visuvanádan Ánandtól.
Az 1996-os FIDE-sakkvilágbajnokság 1993-ban Bielben rendezett zónaközi versenyén a holtversenyes 2–9. helyen végzett, ezzel továbbjutott a világbajnokjelöltek párosmérkőzéses szakaszába, itt azonban a negyeddöntőben 5–3 arányban vereséget szenvedett Borisz Gelfandtól.
Az 1998-as FIDE-sakkvilágbajnokságon, amely 1997. decemberben kezdődött a hollandiai Groningenben, egészen a világbajnokjelöltek döntőjéig jutott. Kiemeltként csak a 2. fordulóban kezdett a grúz Giorgadze elleni 2–0 arányú győzelemmel, majd az orosz Szergej Tyivjakov ellen győzött 1,5–0,5 arányban. A negyedik fordulóban rájátszások után Peter Szvidler fölött diadalmaskodott 4–2 arányban, majd a negyeddöntőben a holland Loek van Welyt verte 2,5–1,5-re. A honfitársa Nigel Short elleni elődöntőbeli 4–3 után jutott be a világbajnokjelöltek versenyének döntőjébe, ahol az indiai Visuvanádan Ánand lett az ellenfele. Háromszori rájátszás után 5–4-re Ánand nyert, és ő mérkőzhetett meg Anatolij Karpovval a világbajnoki címért.
Az 1999-es FIDE-sakkvilágbajnokságon ismét az elődöntőig jutott. Az előmérkőzések során kiemeltként a 2. fordulóban kezdve először az orosz Mihail Kobalia ellen 2–0-ra, majd Almási Zoltán ellen 1,5–0,5-re és az orosz Alekszej Dreev ellen 4–2-re győzve jutott a legjobb nyolc közé. A negyeddöntőben 4–2-re legyőzte az orosz Vlagyimir Kramnyikot, és csak az elődöntőben kapott ki az örmény Vladimir Hakobjántól 2,5–0,5-re.
A 2000-es FIDE-sakkvilágbajnokságon is az elődöntőig jutott, ahol a világbajnoki címet szerző Visuvanádan Ánand ütötte el a döntőbe jutástól. A 2. körben a vietnámi Dao Thien Hai és a 3. fordulóban az amerikai Alex Yermolinsky ellen egyaránt 3–1-re,  a 4. körben Peter Szvidler ellen 2,5–1,5-re győzött. Az elődöntőbe Veszelin Topalov 1,5–0,5 arányú legyőzésével jutott tovább, ahol a később világbajnoki címet szerző, az előző körben a világbajnoki címet védő Alekszandr Halifmant kiverő Visuvanádan Ánandtól szenvedett 2,5–1,5 arányú vereséget.
A 2002-es FIDE-sakkvilágbajnokságon Élő-pontszáma alapján már második kiemeltként indult. Az első fordulóban a francia Gaetan Sarthou ellen 2–0-ra, a másodikban az orosz Mihail Kobaila ellen 1,5–0,5-re, a harmadikban az orosz Vadim Zvjaginsev ellen 3–1-re győzött, de a negyedik körben 3,5–2,5 arányban vereséget szenvedett az orosz Peter Szvidlertől, és kiesett a további küzdelmekből.
A 2004-es FIDE-sakkvilágbajnokságon már a döntőbe jutott. Az előmérkőzések során először a líbiai Hussein Asabri ellen győzött 2–0-ra, majd második körben az örmény Karen Asrian, a harmadikban a marokkói Hamdouchi ellen 1,5–0,5-re, a negyedik fordulóban az amerikai Nakamura Hikaru elleni 1,5–0,5 arányú győzelme jelentette számára a legjobb nyolc közé jutást. Az elődöntőbe jutásért az örmény Vladimir Hakobján ellen is 1,5–0,5-re győzött, ahol az azeri Tejmur Radzsabov elleni 2,5–1,5 arányú győzelme a világbajnoki döntőbe jutást jelentette számára. A döntőben esélyesebbként játszott a csupán 28. kiemelt Rusztam Kaszimdzsanov ellen, de a 3–3-ra végződött alapjáték után a rájátszásban 4,5–3,5 arányú vereséget szenvedett.
A 2005-ös FIDE-sakkvilágbajnokságon az előző világbajnokság döntőseként közvetlenül a világbajnokjelöltek nyolc résztvevős körmérkőzéses versenyén vehetett részt, ahol azonban csak a 6–7. helyet sikerült megszereznie holtversenyben a világbajnoki címet védő Rusztam Kaszimdzsanovval.
A 2007-es sakkvilágbajnokságon az előző világbajnoki sorozatban elért eredménye alapján csak a legjobb 16 között kellett bekapcsolódnia a küzdelemsorozatba. Itt azonban a 3–3-as alapjáték után a rájátszásban 5,5–3,5 arányú vereséget szenvedett Alekszej Sirovtól.
A 2010-es sakkvilágbajnokságon való részvételre kvalifikációt biztosító 2007-es világkupa versenyen a negyedik fordulóban esett ki, miután 1,5–0,5 arányban vereséget szenvedett az akkor 17 éves Magnus Carlsentől, így nem jutott tovább a világbajnokjelöltek versenyére.
A 2012-es sakkvilágbajnokság kvalifikációs versenyei közül a világkupán nem vett részt, és a Grand Prix versenyek közül is csupán egyen indult, amelyen a középmezőnyben végzett. Összesítésben az ezen a versenyen szerzett pontjai nem voltak elegendőek a továbbjutáshoz.
A 2013-as sakkvilágbajnokság kvalifikációs versenyének számító 2011-es világkupán a második körben 1,5–0,5 arányban vereséget szenvedett Paraguától, ezzel elesett a továbbjutás lehetőségétől.
A 2013-as sakkvilágkupán is a 2. fordulóban kényszerült búcsúzni, miután 2,5–1,5-re kikapott az orosz Krivorucskótól.  A Grand Prix sorozaton ismét csak egy versenyen indult, amelyen a középmezőnyben végzett, és a szerzett pontjai nem jogosították fel a világbajnokjelöltek versenyén való részvételre.

### További versenyeredményei
1988
- 1. helyezés a Nemzetközösségi Játékokon
- 1. helyezés Londonban a Kings Head All-Play-All versenyen,
- 1. helyezés: Thessaloniki

1989
- 1. helyezés: Paris open
- 1. helyezés: Parkhall All-Play-All verseny, Preston
- 1. helyezés:Harringay All-Play-All verseny, London

1990
- 1. helyezés (holtversenyben): Lloyds Bank versenye
- 1. helyezés: Groningen

1991
- 1. helyezés (holtversenyben): Terrassa Tournament, Spanyolország
- 2. helyezés (holtversenyben): Wijk aan Zee

1992
- 1. helyezés: Interpolis knockout verseny, Tilburg

1993
- 1. helyezés: Villeneuve Open
- 1. helyezés: Burgas

1994
- 1. helyezés (holtversenyben): Donner-emlékverseny, Amszterdam
- 2. helyezés: Dortmund szupertorna

1995
- 1. helyezés (holtversenyben): Dos Hermanas

1996 és 1997
- 1. helyezés: Kilkenny Masters

1997
- 2. helyezés (holtversenyben): Aarhus
- 3. helyezés (holtversenyben): Linares

1998
- 3. helyezés (holtversenyben): Wijk aan Zee (Kramnyik és Ánand mögött)[26]
- 1. helyezés (holtversenyben): Dortmund szupertorna

1999
- 3. helyezés (holtversenyben): Dortmund szupertorna
- 1. helyezés: Dos Hermanas, 19-es kategóriájú szupertorna (Kramnyik, Topalov, Karpov, Polgár Judit és Ánand előtt)[27]

2000
- 1. helyezés: Frankfurt Masters
- 1. helyezés: Redbus knockout verseny (2001-ben is)
- 2. helyezés (holtversenyben): Szarajevó (18-as kategóriájú szupertorna)[28]

2002
- 3. helyezés (holtversenyben): Wijk aan Zee[29]
- 3. helyezés (holtversenyben): Linares

2003
- 2. helyezés: Enghien-les-Bains[30]

2004
- 2. helyezés (holtversenyben): Wijk aan Zee, Ánand mögött, holtversenyben Lékó Péterrel[31]

2005
- 4. helyezés (holtversenyben): Wijk aan Zee,[32]

2006
- 2. helyezés: Howard Staunton-emlékverseny[33]
- 3. helyezés (holtversenyben): Wijk aan Zee, Ánand és Topalov mögött, holtversenyben Ivancsukkal[34]
- 2. helyezés (holtversenyben): Dortmund szupertorna

2007
- 1. helyezés: Howard Staunton-emlékverseny,[35] 2008-ban megismételte a győzelmét[36]

2008
- 1. helyezés: Ruy Lopez sakkfesztivál[37]

2009
- 3. helyezés: Canadian Open
- 2. helyezés: Ruy Lopez-emlékverseny
- 3. helyezés (holtversenyben): London Chess Classic (Magnus Carlsen és Kramnyik mögött)[38]

2010
- 2. helyezés (holtversenyben): Chicago Open
- 1. helyezés: Gibraltár

2011
- 1. helyezés: La Metropolitan Chess International
- 1. helyezés (holtversenyben): 39. World Open, Philadelphia

2012
- 3. helyezés: Tradewise Gibraltar[39]
- 1. helyezés: Bunratty Masters[40]
- 3. helyezés (holtversenyben): London Chess Classic (Magnus Carlsen és Kramnyik mögött)[41]

2013
- 1. helyezés: Dortmund, 19-es kategóriájú szupertorna. Ezen a versenyen érte el Michael Adams a legmagasabb teljesítményértékét versenyen, 2923-at[42]
- 5. helyezés (holtversenyben) fél ponttal lemaradva a győztesektől, Tradewise Gibraltar[43]
- 4. helyezés (holtversenyben) Aljechin-emlékverseny (20-as kategóriájú verseny)[44]
- 2. helyezés: Bilbao Masters[45]
- 2. helyezés (holtversenyben):  Unive Crown Group versenye[46]
- 3. helyezés (holtversenyben): GRENKE Chess Classic (19-es kategóriájú verseny)[47]
- 4. helyezés (holtversenyben): Aljechin-emlékverseny[48]

## Eredményei csapatban

### Sakkolimpia
1990–2016 között minden sakkolimpián játszott Anglia válogatott csapatában. Legjobb eredménye csapatban az 1990-ben szerzett bronzérem, egyéniben a 2014-ben szerzett ezüst, és a 2004-ben szerzett bronzérem.

### Sakkcsapat világbajnokság
Két alkalommal játszott Anglia csapatával a sakkcsapat világbajnokságon. 1989-ben csapatban is és egyéniben is bronzérmet nyert, 1997-ben csapatban 4. helyezést ért el, egyéni teljesítményével bronzérmet szerzett.

### Sakkcsapat Európa-bajnokság
1989 és 2019 között Anglia válogatott csapatában a sakkcsapatok Európa-bajnokságán a legjobb eredményük az 1997-ben szerzett aranyérem, valamint az 1992-ben és a 2019-ben elért 3. helyezés. Egyéni teljesítménye alapján 2001-ben és 2011-ben aranyérmet, 2001-ben egy ezüstérmet, 1992-ben és 2007-ben összesen három bronzérmet nyert.

### Klubcsapatok Európa-kupája
1993–2014 között különböző klubcsapatok színeiben vett részt a Klubcsapatok Európa-kupája döntőjén. Legjobb eredményei csapatban: 1998-ban a De Variant Breda, 2002-ben az SK Bosna Sarajevo, 2003-ban és 2004-ben a NAO Paris, 2007-ben a CA Magic Mérida és 2014-ben a SOCAR Baku csapatával szerzett aranyérem, valamint a 2000-ben a De Variant Breda csapatával elért 3. helyezés. Egyéni teljesítménye alapján 2009-ben az OSG Baden-Baden csapatában tábláján a legjobb eredményt érte el a mezőnyben, míg 2014-ben a SOCAR Baku csapatában a 3. táblán a mezőny 3. legjobb eredményét érte el. A 2019-es Bajnokcsapatok Európa Kupájában a Padova csapatának második táblásaként járult hozzá a csapat aranyérméhez.

### Four Nations Liga
A brit csapatbajnokságon 1986–2013 között nyolc arany, két ezüst és 3 bronzérmet szerzett különböző csapatokban. Aranyérmet nyert 1996-ban a Slough Chess Club, 2001-ben és 2002-ben a The ADs, 2003-ban, 2005-ben és 2006-ban a Wood Green London, 2011-ben a Pride and Prejudice, 2012-ben a Wood Green Hilfsmark Kingfisher csapatával; ezüstérmet 2004-ben a Wood Green London és  2010-ben a Pride and Prejudice csapatával, míg bronzérmet 1997-ben és 1998-ban a Slough Chess Club csapatával.

### BiH Premijer Liga
2002-ben a bosznia-hercegovinai első ligában az SK Bosna Sarajevo csapatával aranyérmet szerzett, az első táblán elért 90%-os egyéni teljesítményével tábláján a mezőny legjobbja volt.

## Játékereje
A világranglistán eddigi legmagasabb helyezése a negyedik, ezt a helyet több alkalommal is elérte 2000 októbere és 2002 októbere közt. A 2017. áprilisi listán 2761 Élő-ponttal a 12. helyen állt. Legmagasabb eddigi Élő-pontszáma 2761 (ezt 2013. szeptemberben érte el).

## Megjelent művei
Apjával közösen jelentetett meg két könyvet:
- Bill Adams, Michael Adams: Development of a Grandmaster (1991)
- Bill Adams, Michael Adams: Chess in the Fast Lane (1996)

## Emlékezetes játszmái
|    | |    |    |    |    |    |    |
|    | \| \| \| \| \| \| \| \| \| \| \| \| \| \| \| \| \| \| \| \| \| \| \| \| \| \| \| \| \| \| \| \| \| \| \| \| \| \| \| \| \| \| \| \| \| \| \| \| \| \| \| \| \| \| \| \| \| \| \| \| \| \| \| \| \| \| \| \| \| \| \| \| |    |    |    |    |    |    |
|    | |    |    |    |    |    |    |
| a8 | b8 | c8 | d8 | e8 | f8 | g8 | h8 |
| a7 | b7 | c7 | d7 | e7 | f7 | g7 | h7 |
| a6 | b6 | c6 | d6 | e6 | f6 | g6 | h6 |
| a5 | b5 | c5 | d5 | e5 | f5 | g5 | h5 |
| a4 | b4 | c4 | d4 | e4 | f4 | g4 | h4 |
| a3 | b3 | c3 | d3 | e3 | f3 | g3 | h3 |
| a2 | b2 | c2 | d2 | e2 | f2 | g2 | h2 |
| a1 | b1 | c1 | d1 | e1 | f1 | g1 | h1 |

| a8 | b8 | c8 | d8 | e8 | f8 | g8 | h8 |
| a7 | b7 | c7 | d7 | e7 | f7 | g7 | h7 |
| a6 | b6 | c6 | d6 | e6 | f6 | g6 | h6 |
| a5 | b5 | c5 | d5 | e5 | f5 | g5 | h5 |
| a4 | b4 | c4 | d4 | e4 | f4 | g4 | h4 |
| a3 | b3 | c3 | d3 | e3 | f3 | g3 | h3 |
| a2 | b2 | c2 | d2 | e2 | f2 | g2 | h2 |
| a1 | b1 | c1 | d1 | e1 | f1 | g1 | h1 |

Adams–Akopjan (2004) 1–0, francia védelem, Rubinstein-változat, Kaszparov-támadás (ECO C10)
1. e4 e6 2. d4 d5 3. Hd2 dxe4 4. Hxe4 Hd7 5. Hf3 Hgf6 6. Hxf6+ Hxf6 7. c3 c5 8. He5 a6 9. Fg5 Fe7 10. dxc5 Vxd1+ 11. Bxd1 Fxc5 12. Fe2 h6 13. Fh4 g5 14. Fg3 He4 15. Ff3 Hxg3 16. hxg3 Ke7 (diagram) 17. Fxb7 Fxb7 18. Bd7+ Kf6 19. f4 (Bf7 matt fenyeget) gxf4 20. gxf4 Kf5 21. Bxf7+ Ke4 22. Bxb7 Bag8 23. Bc7 Fe3 24. Bc4+ Kd5 25. Bh5 1-0
Adams-Topalov, Wijk aan Zee, 2006 1–0, szicíliai védelem, scheveningeni változat (ECO B85)
1. e4 c5 2. Hf3 d6 3. d4 cxd4 4. Hxd4 Hf6 5. Hc3 a6 6. Fe2 e6 7. O-O Fe7 8. a4 Hc6 9. Fe3 O-O 10. f4 Vc7 11. Kh1 Be8 12. Ff3 Ff8 13. Vd2 Ha5 14. b3 Bb8 15. Bad1 Hc6 16. Ff2 Hd7 17. Fg3 Hxd4 18. Vxd4 b5 19. axb5 axb5 20. b4 g6 21. e5 d5 22. f5 gxf5 23. Hxd5 Vc4 24. Vd2 h6 25. h3 exd5 26. Fxd5 Vxb4 27. c3 Vc5 28. Bxf5 Be6 29. Bxf7 Hb6 30. Bdf1 Hxd5 31. Bxf8+ Vxf8 32. Bxf8+ Kxf8 33. Vxd5 Ke8 34. Fh4 Fd7 35. Ff6 b4 36. Ve4 Fc8 37. cxb4 Bb7 38. Vg6+ Kd7 39. Vxh6 Kc7 40. Vf4 Kb8 41. h4 Bc7 42. h5 1-0
Alexandrov-Adams, 2002 0–1, nimzoindiai védelem, Gligoric-rendszer, Bronstejn-változat (ECO E55)
1. d4 Hf6 2. c4 e6 3. Hc3 Fb4 4. e3 O-O 5. Fd3 d5 6. Hf3 c5 7. O-O dxc4 8. Fxc4 Hbd7 9. a3 Fa5 10. Ve2 cxd4 11. exd4 Fxc3 12. bxc3 Vc7 13. Fd3 b6 14. c4 Fb7 15. Be1 Bac8 16. Fg5 h6 17. Fd2 Bfd8 18. Bac1 Vd6 19. Fb4 Vf4 20. Ve3 Hh5 21. Hd2 Hdf6 22. Fc3 Fxg2 23. Kxg2 Hg4 24. Vh3 Vxf2+ 25. Kh1 Vxe1+ 26. Bxe1 Hf2+ 27. Kg2 Hxh3 28. Kxh3 Hf4+ 29. Kg3 Hxd3 30. Be3 Hc1 31. Fb2 Ha2 32. Bb3 b5 33. c5 Bb8 34. He4 b4 35. a4 Hc3 0-1